# Темисто (сателит)
Темисто или Јупитер XVIII је директни неправилни Јупитеров природни сателит. Открили су је Чарлс Ковал и Елизабет Ромер 30. септембра 1975, а своје октриће су пријавили 3. октобра исте године, када је новооткривено небеско тело названо S/1975 J 1. Међутим, како није посматран довољно дуго да би се установила његова орбита, S/1975 J 1 је изгубљен. Године 2000. Скот Шепард, Дејвид Џуит, Јанга Фернандез и Јуџин Манијер су открили наизглед ново небеско тело и назвали га S/2000 J 1. Убрзо, потврђено је да се ради о истом небеском телу које су Чарлс Ковал и Елизабет Ремер открили 25 година раније. Свој садашњи назив, добила је у октобру 2002, и то по кћерки грчког бога река Инаха — Темисто.
За разлику од већине Јупитерових природних сателита који се својом орбитом крећу у групама, Темисто се креће сама, и то између Галилејевих сателита и Хималијске групе. Темистин пречник износи око 8 km.